# Marian Rejewski

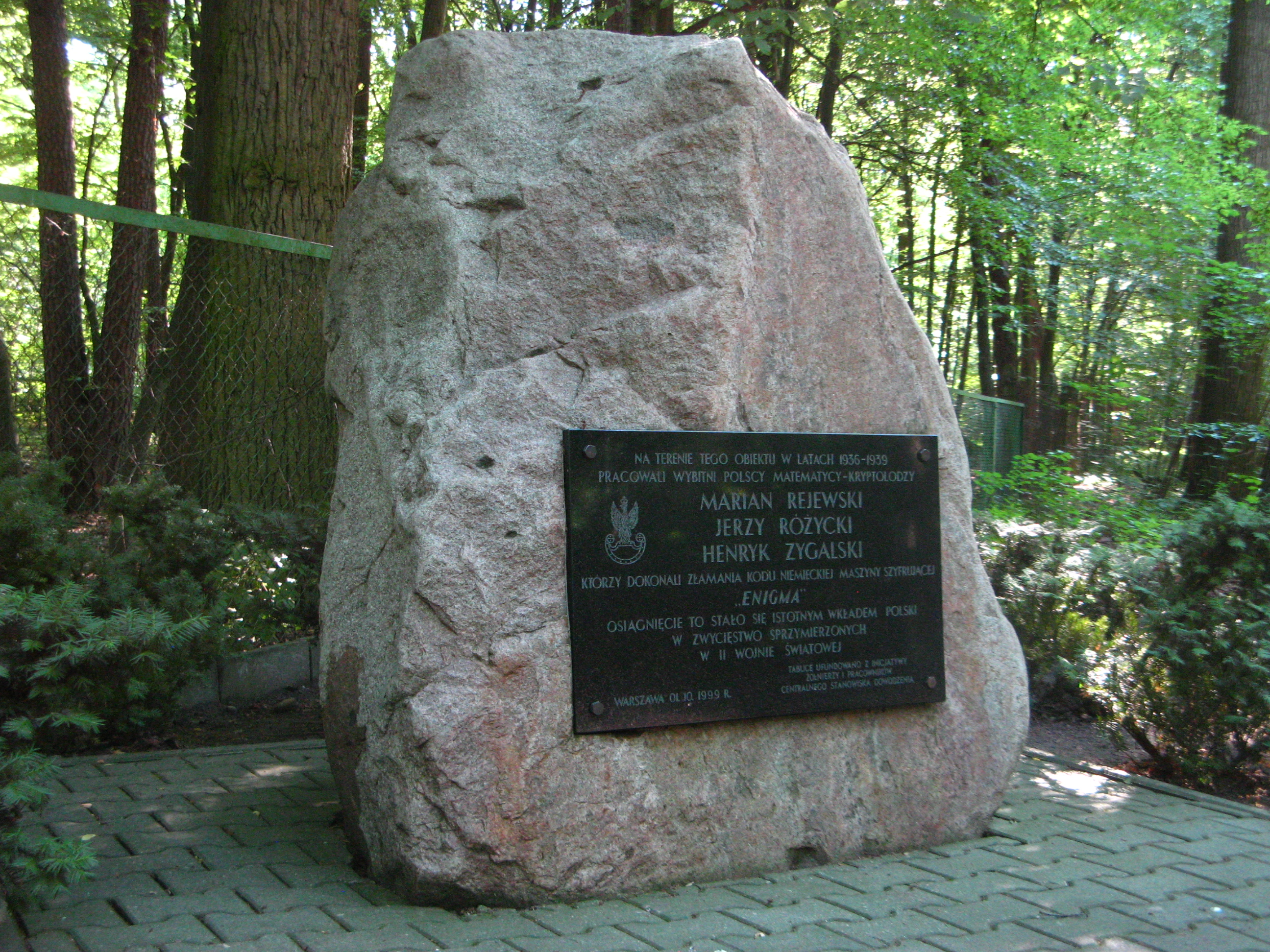
Głaz w Lesie Kabackim upamiętniający trzech matematyków, którzy złamali szyfr Enigmy

Marian Adam Rejewski (ur. 16 sierpnia 1905 w Bydgoszczy, zm. 13 lutego 1980 w Warszawie) – polski matematyk i kryptolog, który w 1932 roku złamał szyfr Enigmy, najważniejszej maszyny szyfrującej używanej przez hitlerowskie Niemcy, porucznik Armii Polskiej w Wielkiej Brytanii. Sukces Rejewskiego i współpracujących z nim kryptologów z Biura Szyfrów, między innymi Henryka Zygalskiego i Jerzego Różyckiego, umożliwił odczytywanie przez Brytyjczyków zaszyfrowanej korespondencji niemieckiej podczas II wojny światowej, przyczyniając się do wygrania wojny przez aliantów.
W 1929 roku podczas studiów matematycznych na Uniwersytecie Poznańskim Rejewski został skierowany przez profesora Zdzisława Krygowskiego na tajny kurs kryptologii, którego organizatorem było Biuro Szyfrów Oddziału II Sztabu Głównego WP. Jesienią 1930 roku utworzono w Poznaniu filię Biura Szyfrów, w której zatrudniono między innymi Mariana Rejewskiego. Dwa lata później filia została rozwiązana, a od 1 września 1932 wszystkie prace kryptologiczne przeniesiono do warszawskiego Biura Szyfrów Sztabu Głównego WP. Od września 1932 roku Rejewski zaczął pracować nad Enigmą w ciągu kilku tygodni odkrywając sposób okablowania wirników niemieckiej maszyny szyfrującej. Następnie wraz z kolegami ze studiów Różyckim i Zygalskim opracował techniki umożliwiające regularne odczytywanie szyfrogramów z Enigmy. Wkład Rejewskiego w złamanie kodu Enigmy polegał na opracowaniu katalogu kart i cyklometru, a po zmianie sposobu kodowania w 1938 roku zaprojektowaniu bomby kryptologicznej.
Na pięć tygodni przed napadem Niemiec na Polskę w 1939 roku Rejewski wraz z zespołem innych kryptologów i pracowników Biura Szyfrów zaprezentowali sposób deszyfrowania i kopię Enigmy przedstawicielom brytyjskiego i francuskiego wywiadu wojskowego. Krótko po wybuchu wojny polscy kryptolodzy ewakuowali się przez Rumunię do Francji, gdzie nadal, we współpracy z Francuzami i Brytyjczykami prowadzili prace nad dekryptażem niemieckiej korespondencji. Po raz kolejny zostali zmuszeni do ewakuacji w czerwcu 1940 roku po upadku Francji, aby już po kilku miesiącach powrócić do kontrolowanej przez rząd Vichy części kraju i wznowić pracę. Po wkroczeniu Niemiec do południowej Francji 9 listopada 1942 Rejewski i Zygalski przedostali się przez Hiszpanię, Portugalię i Gibraltar do Wielkiej Brytanii, gdzie rozpoczęli pracę w jednostce radiowej Sztabu Naczelnego Wodza Polskich Sił Zbrojnych w Stanmore-Boxmoor pod Londynem, nadal prowadząc pracę nad dekryptażem mniej skomplikowanych szyfrów niemieckich. Po zakończeniu działań wojennych Marian Rejewski powrócił w 1946 roku do Polski, gdzie pracował jako urzędnik w bydgoskich fabrykach. Dopiero w 1967 roku ujawnił swój udział w złamaniu szyfru Enigmy i napisał wspomnienia, które zdeponował w ówczesnym Wojskowym Instytucie Historycznym.

## Życiorys

### Edukacja i wczesne prace

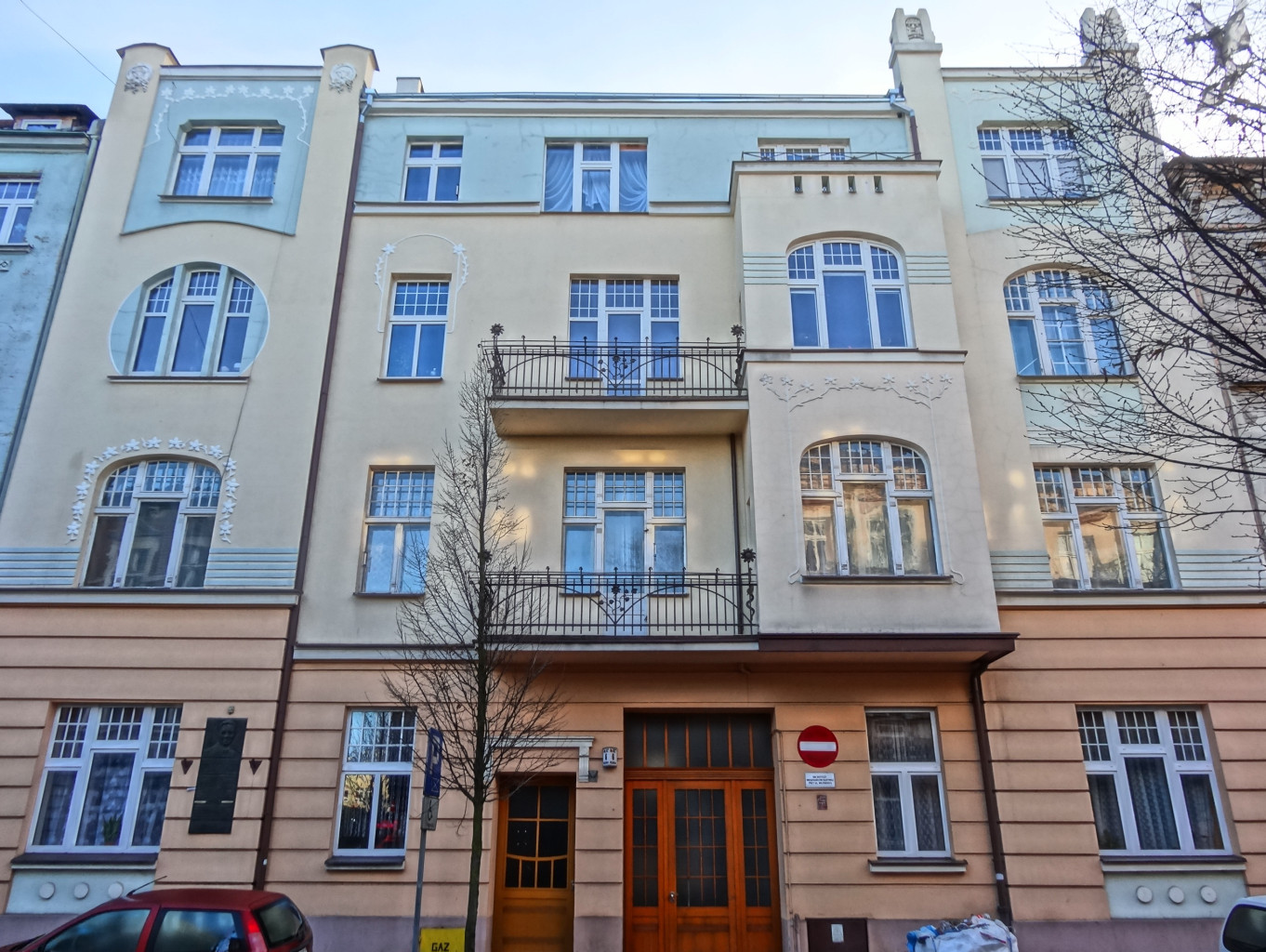
Kamienica w Bydgoszczy w której urodził się Marian Rejewski

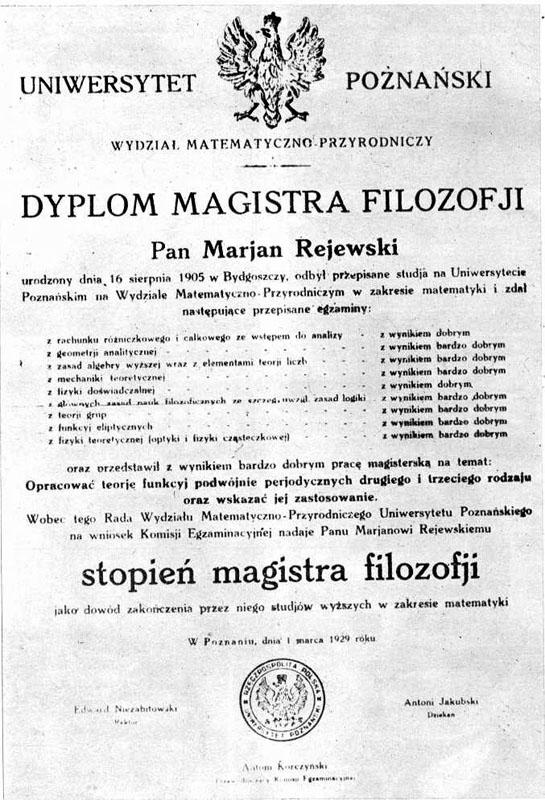
Dyplom Mariana Rejewskiego Magistra Filozofii na wydziale matematyczno-przyrodniczym Uniwersytetu Poznańskiego, 1 marca 1929

Marian Rejewski urodził się w Bydgoszczy znajdującej się pod zaborem pruskim, która nosiła wówczas niemiecką nazwę Bromberg i leżała w prowincji poznańskiej Cesarstwa Niemieckiego. Rodzicami Mariana byli Józef, kupiec zajmujący się handlem tytoniem, i Matylda z domu Thoms, zamieszkujący kamienicę przy ul. Wileńskiej 6, a już po jego urodzeniu dom z ogrodem przy ul. Zduny 6a. Ukończył Państwowe Gimnazjum Klasyczne w Bydgoszczy (obecnie I LO), uzyskując w 1923 maturę. Kolejnym stopniem edukacji Rejewskiego był wydział matematyczno-przyrodniczy Uniwersytetu Poznańskiego, który ukończył ze stopniem magistra filozofii 1 marca 1929 roku.
Jeszcze przed uzyskaniem dyplomu, na początku 1929 Rejewski zaczął uczęszczać na kurs kryptologii, zorganizowany przez Biuro Szyfrów Oddziału II Sztabu Głównego dla mówiących po niemiecku studentów matematyki. Celem kursu było rozpoczęcie systematycznej pracy z wykorzystaniem metod matematycznych, głównie kombinatoryki i probabilistyki, do łamania nowoczesnych niemieckich szyfrów maszynowych. Rejewski wraz ze studiującymi z nim Henrykiem Zygalskim i Jerzym Różyckim jako jedni z niewielu potrafili podołać trudowi nauki na kursach kryptologii nie przerywając normalnych studiów.
1 marca 1929 roku Marian Rejewski uzyskał tytuł magistra filozofii broniąc pracę dyplomową pod tytułem: Opracować teorię funkcji podwójnie periodycznych drugiego i trzeciego rodzaju oraz wskazać jej zastosowanie, uzyskując ocenę bardzo dobrą. Kilka tygodni później przerwał kurs kryptologii i wyjechał do Getyngi, gdzie rozpoczął dwuletnie studia w zakresie statystyki matematycznej i ubezpieczeniowej. Rok później, latem 1930, zrezygnował z nauki w Niemczech przyjmując posadę asystenta na Uniwersytecie Poznańskim. W tym samym czasie rozpoczął pracę na niepełny etat, około 12 godzin tygodniowo, w poznańskiej filii Biura Szyfrów, które znajdowało się w podziemiach Komendy Miasta, gdzie prowadził dekryptaż przechwyconych niemieckich meldunków radiowych.
Latem 1932 roku poznańska filia Biura Szyfrów została rozwiązana, a od 1 września 1932, Rejewski wraz z Zygalskim i Różyckim jako pracownicy cywilni podjęli pracę w Biurze Szyfrów Sztabu Głównego w Pałacu Saskim w Warszawie.
Pierwszym powierzonym im zadaniem było rozszyfrowanie 4 literowego szyfru Kriegsmarine. Początkowo dekryptaż przebiegał bardzo powoli, aż do momentu odebrania dwustronnej korespondencji testowej składającej się z 6 grup znaków i odpowiedzi na nią złożonej z 4 grup znaków. Kryptolodzy słusznie wydedukowali, że treścią przekazu było pytanie: Kiedy urodził się Fryderyk Wielki?, a odpowiedzią 1712.

### Maszyna szyfrująca Enigma

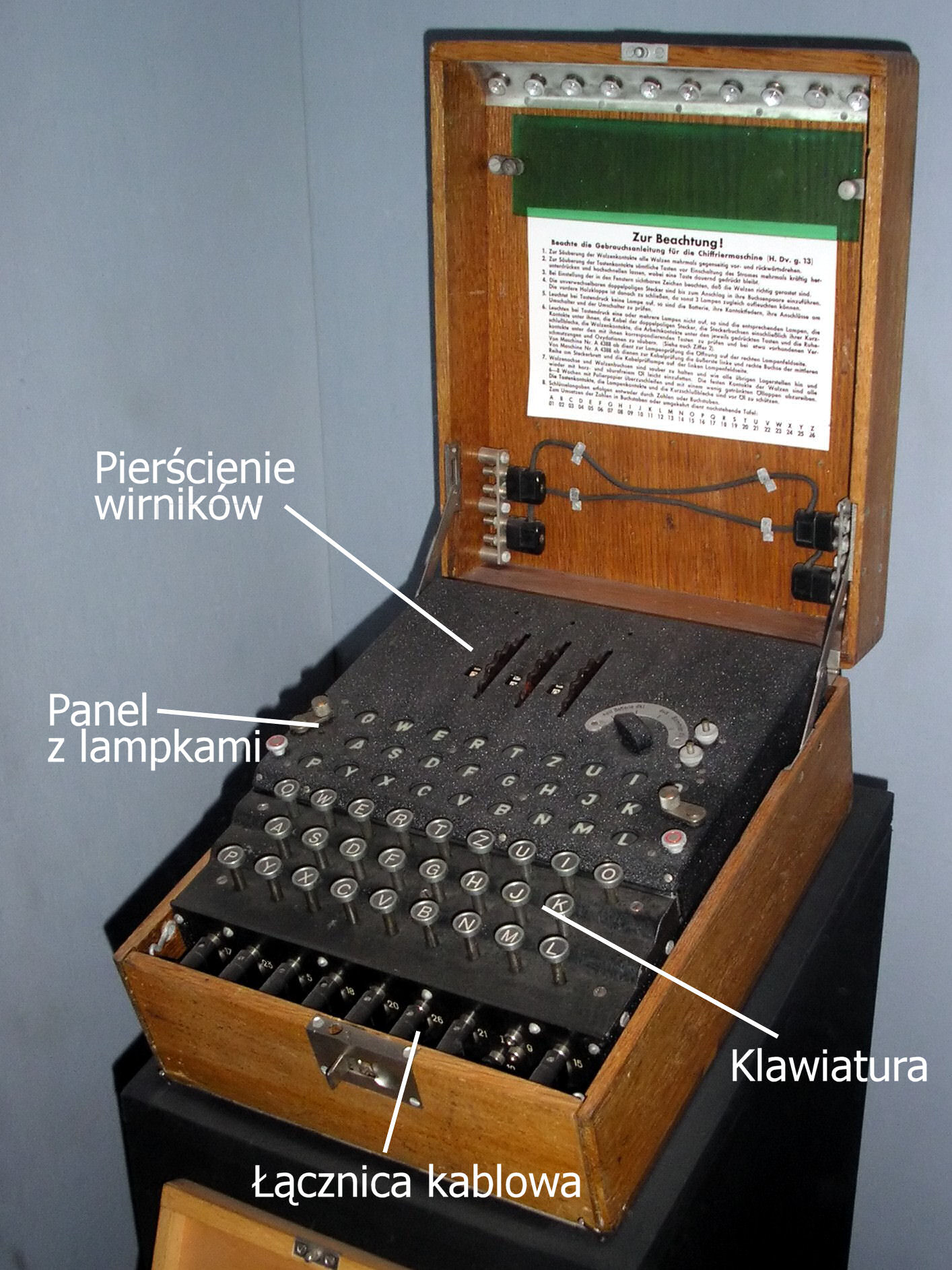
Maszyna szyfrująca Enigma, której szyfr został złamany przez Rejewskiego w 1932 roku, była szeroko wykorzystywana przez niemieckie siły zbrojne do utajniania korespondencji

W październiku 1932, gdy prace nad kodem Kriegsmarine jeszcze trwały, Rejewski podjął w największej tajemnicy zmagania z szyfrem nowej niemieckiej maszyny Enigma I, którą Niemcy coraz częściej wykorzystywali do szyfrowania korespondencji. Pierwsza wersja Enigmy, która nie posiadała przełącznicy kablowej została złamana przez Biuro Szyfrów już przed 1931, ale próby dekryptażu Enigmy I nie przyniosły rezultatu.
Maszyna szyfrująca Enigma była elektromechanicznym urządzeniem wyposażonym w 26 przyciskową klawiaturę i zestaw 26 lampek oznaczonych literami alfabetu łacińskiego. Wewnątrz maszyny znajdował się zestaw wirników kodujących i bęben odwracający, których zadaniem była zamiana znaków tekstu jawnego na znaki zaszyfrowane. Dodatkowo Enigma posiadała przełącznicę kablową zamieniającą pary znaków miejscami, co dodatkowo komplikowało szyfr. W celu zakodowania wiadomości operator maszyny wprowadza do maszyny jej treść przy pomocy klawiatury jednocześnie odczytując podświetlane żarówkami znaki już zaszyfrowanego przekazu. Każde naciśnięcie klawisza powoduje obracanie jednego lub kilku wirników ciągle zmieniając sposób kodowania kolejnych znaków. W celu nawiązania skutecznej łączności zarówno maszyna nadawcza, jak i odbiorcza muszą posiadać te same ustawienia początkowe wirników (klucz dzienny). Połączenie wielu możliwości ustawienia wirników, oraz kombinacji połączeń przewodowych na przełącznicy kablowej daje w efekcie olbrzymią liczbę możliwych ustawień początkowych maszyny. Ustawienia początkowe zmieniano codziennie, więc aby zachować ciągłość odczytywania niemieckich meldunków konieczne było codzienne łamanie szyfru Enigmy na nowo.
Aby skutecznie deszyfrować zakodowane Enigmą wiadomości, należało:
1. zrozumieć ideę funkcjonowania maszyny,
2. znać sposób okablowania wirników kodujących,
3. znać klucz dzienny zawierający typy wykorzystanych wirników (trzy z pięciu), kolejność ich osadzenia w maszynie i ich położenia początkowe, a ponadto sposób połączeń na przełącznicy kablowej zamieniającej pary znaków.

Biuro Szyfrów pozyskało tylko pierwszą z tych informacji i tylko nią dysponował Rejewski przystępując do łamania szyfru Enigmy.

### Rekonstrukcja okablowania Enigmy

Cykl powstały z powiązania pierwszej i czwartej litery nagłówka wiadomości. Rejewski wykorzystał te cykle w 1932 roku do rekonstrukcji okablowania wirników Enigmy, a w konsekwencji złamania kodów dziennych.

Pierwszym krokiem, który podjął Rejewski w celu złamania kodu Enigmy była próba rekonstrukcji najważniejszego elementu maszyny, wirników kodujących. W tym celu jako pierwszy zastosował do kryptoanalizy czysto matematyczne metody. Wcześniej w łamaniu szyfrów wykorzystywano metody lingwistyczne i statystyczne dla języka naturalnego, oraz analizę częstościową występowania poszczególnych znaków w tekście danego języka. Ponadto zastosował teorię grup, zwłaszcza twierdzenie o permutacjach. Powyższe metody matematyczne w połączeniu z dostarczonymi przez agenta wywiadu francuskiego Hansa-Thilo Schmidta materiałami na temat budowy maszyny pozwoliły na rekonstrukcję okablowania wewnętrznego wirników, oraz walca odwracającego maszyny. Amerykański historyk i dziennikarz David Kahn napisał, że rozwiązanie tej zagadki było oszałamiającym osiągnięciem, które wyniosło Rejewskiego do panteonu największych kryptoanalityków wszech czasów. Rejewski użył twierdzenia matematycznego, o którym pewien profesor matematyki powiedział, że było twierdzeniem, które wygrało wojnę.
Rejewski zaczął analizować sześć pierwszych znaków przechwyconych każdego dnia szyfrogramów. Dla większego bezpieczeństwa każda wiadomość była kodowana innym trzyznakowym kodem wybranym przypadkowo przez operatora. Procedura ta zwana procedurą wstępną polegała na ustawieniu wirników zgodnie z kluczem dziennym odczytanym z książki kodowej. Początkowe ustawienie wirników (Grundstellung) mogło mieć postać AOH i taką kombinację ustawiał operator. Następnie wybierano przypadkową kombinację ustawień wirników np. EIN, która stawała się indywidualnym kluczem wiadomości. Klucz wiadomości był wpisywany dwukrotnie (w celu uniknięcia błędów) jako EINEIN i po zaszyfrowaniu mógł mieć postać XHTLOA, którą nadawano na początku przekazu szyfrowanego. Po nadaniu klucza operator ustawiał wirniki maszyny w pozycji EIN i rozpoczynał wpisywanie wiadomości do zaszyfrowania. Na nieszczęście Niemców konstrukcja sześcioznakowego nagłówka, w której pojawiał się dwa razy ten sam trzyznakowy ciąg stała się największą słabością Enigmy i pozwoliła określić cykl powtarzania się znaków. Rejewski wiedział, że niezakodowane pary znaków: pierwszego i czwartego, drugiego i piątego, oraz trzeciego i szóstego są takie same. Wiedza ta stała się kolejnym krokiem do złamania szyfru Enigmy.
Rejewski zbadał relacje zachodzące między parami liter. Na przykład jeśli cztery wiadomości z tego samego dnia rozpoczynały się ciągami znaków: BJGTDN, LIFBAB, ETULZR, TFREII, to patrząc na pierwszą i czwartą literę nagłówka wiadome było, że są one powiązane. B było powiązane z T, L z B, E z L i T z E: (B,T), (L,B), (E,L) i (T,E). Po przeanalizowaniu wystarczająco wielu szyfrogramów Rejewski odkrył zależność: litera B jest powiązana z T, która z kolei jest powiązana z E, ta z L, a następnie z B (jak na schemacie obok). W tym wypadku jest to cykl poczwórny, ponieważ potrzeba czterech kroków, aby powrócić do jego pierwszej litery. Inny cykl z tego samego dnia mógł mieć postać krótszego cyklu potrójnego A → F → W → A. Jeśli przechwycono wystarczającą liczbę szyfrogramów z tego samego dnia możliwe było ustalenie cykli wszystkich liter alfabetu. W ciągu jednego dnia wszystkie te cykle były identyczne i mogły się zmienić dopiero na drugi dzień. Podobną analizę można było przeprowadzić także dla kolejnych par liter, drugiej z piątą i trzeciej z szóstą.
Wykorzystanie tej wiedzy w połączeniu z tendencją operatorów Enigmy do używania łatwych do przewidzenia kombinacji liter w nagłówkach wiadomości (takich jak imiona lub inicjały dziewcząt lub kolejnych znaków klawiatury, np. ABC, JKL itd.) pozwoliło Rejewskiemu wywnioskować sześć permutacji powiązanych z kolejnymi ustawieniami maszyny. Permutacje te mogły być zapisane w postaci równań matematycznych z wieloma niewiadomymi przedstawiającymi przebieg sygnału elektrycznego przez walec wstępny, wirniki, walec odwracający i łącznicę kablową.

#### Wkład wywiadu francuskiego
W pewnym momencie równania stworzone przez Rejewskiego stały się zbyt skomplikowane ze względu na bardzo dużą liczbę niewiadomych. W 1930 roku stwierdził on, że większość z tych równań bez posiadania dodatkowych danych nie dałaby rozwiązania. Takie dodatkowe dane jednak się pojawiły, przekazane stronie polskiej przez komórkę wywiadu francuskiego Deuxième Bureau, kierowaną przez majora Gustave’a Bertranda, która pozyskała je od szpiega Hansa-Thilo Schmidta ukrywającego się pod kryptonimem Asché. Przekazane przez Francuzów dane zawierały zestaw ustawień maszyny szyfrującej (książkę kodową) na wrzesień i październik 1932 roku. Rejewski otrzymał te materiały prawdopodobnie około 9 lub 10 grudnia 1932 roku i pozwoliły mu one wyeliminować z równań składową odpowiedzialną za wpływ łącznicy kablowej. Równania z mniejszą liczbą niewiadomych nie stanowiły już tak dużego problemu obliczeniowego.
Kolejnym problemem jaki napotkał Rejewski, był inny układ klawiatury maszyn szyfrujących wykorzystywanych przez wojsko niż w posiadanej przez niego wersji komercyjnej Enigmy. Wersja cywilna posiadała klawiaturę o standardowym układzie maszyny do pisania (QWERTZU...), która była połączona z walcem wstępnym zgodnie z tym układem: Q → A, W → B, E → C i tak dalej. Z kolei w wersji wojskowej klawiatura połączona była alfabetycznie (ABCDEF...): A → A, B → B, C → C i tak dalej. Odmienne połączenie klawiatury z walcem wstępnym w maszynie cywilnej i wojskowej pokrzyżowało wysiłki kryptologów brytyjskich, którzy nie brali pod uwagę połączenia na wprost jako zbyt oczywistego. Z kolei Rejewski, wiedziony prawdopodobnie intuicją, oraz znajomością upodobania Niemców do porządku wypróbował także ten sposób połączenia. W swoich wspomnieniach pisał później, z mojego ołówka, jak za pomocą czarów zaczęły pojawiać się cyfry oznaczające połączenia w wirniku N. W ten sposób zostało poznane uzwojenie pierwszego, prawego wirnika.
Zestaw ustawień Enigmy dostarczony przez wywiad francuski obejmował dwumiesięczny okres zmiany wzajemnego położenia wirników. W drugim miesiącu na pierwszej pozycji znalazł się inny wirnik (Niemcy zmieniali typ wirnika na pierwszej pozycji co kwartał), którego uzwojenie Rejewski odkrył przy pomocy analogicznych obliczeń jak pierwszego. W późniejszym okresie dowiedziono, że nawet gdyby dostarczone przez Francuzów dane nie ukazały zmiany wirnika na przełomie kwartałów, Rejewski korzystając z tych samych równań był w stanie ustalić rozkład uzwojenia kolejnego wirnika. Dalsza analiza uzwojeń była już znacznie prostsza i do końca roku wszystkie układy połączeń pozostałych wirników i walca odwracającego zostały odkryte. W posiadanej przez Rejewskiego instrukcji obsługi Enigmy zawarty był przykładowy tekst jawny i zakodowany przy podanych ustawieniach, co pozwoliło na przetestowanie prawidłowości obliczeń i usunięcie niejednoznaczności w odkrytych uzwojeniach.
W okresie powojennym spekulowano czy bez dostarczonych przez wywiad francuski danych możliwe by było odkrycie schematu uzwojeń wirników. Sam Rejewski we wspomnieniach z 1980 roku napisał, że można było dojść do tych samych wniosków bez danych wywiadowczych, ale metoda ta byłaby niedokładna i żmudna i w znacznej mierze musiałaby polegać na przypadku. W 2005 roku matematyk John Lawrence opublikował twierdzenie, że aby osiągnąć rozsądne prawdopodobieństwo sukcesu, potrzeba było czterech lat pracy. Rejewski z kolei napisał, że dostarczone nam materiały wywiadowcze powinny być uważane jako decydujące o złamaniu kodu maszyny.

### Metoda rozszyfrowania kluczy dziennych Enigmy
Na początku 1933 roku, w czasie, gdy Rejewski pracował nad wyliczeniem schematu uzwojeń pozostałych wirników, dołączyli do niego Różycki i Zygalski w celu opracowania metod i narzędzi do rutynowego łamania kodów Enigmy. Chociaż wywiad francuski dostarczył do Biura Szyfrów kolejne zestawy ustawień, to nigdy nie zostały one przekazane Rejewskiemu i jego kolegom. Prawdopodobnie stało się tak, dlatego, aby polscy matematycy opracowali własne, niezależne od Francuzów metody, które by pozwoliły odczytywać szyfrogramy także w przypadku braku kodów zdobywanych metodami wywiadowczymi. Rejewski wspominał:

Teraz mieliśmy maszynę, ale nie posiadaliśmy kluczy i nie mogliśmy wymagać od Bertranda dostarczania ich każdego miesiąca... Sytuacja ta była odwrotna niż poprzednio: posiadaliśmy klucze, ale nie posiadaliśmy maszyny – problem ten rozwiązaliśmy; teraz mieliśmy maszynę, ale nie posiadaliśmy kluczy. Konieczne stało się opracowanie metod znajdowania kluczy dziennych

#### Wczesne metody dekryptażu
W odpowiedzi na nieustanne udoskonalanie procedur szyfrowania i samej niemieckiej maszyny szyfrującej opracowano wiele metod dekryptażu szyfrogramów Enigmy. Pierwszą z nich była bardzo żmudna, ręczna metoda rusztu bazująca na założeniu, że na łącznicy kablowej zamienionych jest tylko sześć par liter, a pozostałe czternaście liter jest niezmienione. Kolejną była metoda zegarowa Różyckiego pozwalająca na ustalenie z dużym prawdopodobieństwem, który wirnik znajduje się danego dnia na prawej skrajnej pozycji maszyny.
Po 1 października 1936 roku Niemcy zmienili procedury kodowania zwiększając liczbę połączeń na przełącznicy kablowej Enigmy. W rezultacie metoda rusztu znacznie straciła na efektywności, ale wynaleziona w międzyczasie, około 1935 lub 1936, metoda kart charakterystyk była niezależna od liczby połączeń na łącznicy. Katalog kart konstruowano przy wykorzystaniu opracowanego przez Rejewskiego przyrządu nazwanego cyklometrem, który wyliczał permutacje cykliczne. Po zapisaniu w katalogu wszystkich charakterystyk można było z niego odczytywać odpowiednie permutacje odpowiadające ustawieniu wirników danego dnia.
Cyklometr składał się z dwóch zestawów wirników Enigmy i był wykorzystywany do ustalenia długości i liczby cykli permutacji generowanych przez Enigmę. Nawet jednak przy pomocy tego urządzenia stworzenie pełnego katalogu charakterystyk było zadaniem trudnym i czasochłonnym. Dla każdej z 17576 pozycji, w których mogła być ustawiona maszyna należało przeanalizować sześć możliwych sekwencji wzajemnego ustawienia wirników, co w efekcie daje 105 456 wyników. Przygotowanie pierwszego katalogu pochłonęło ponad rok pracy, ale po jej zakończeniu około roku 1935, określenie klucza dziennego było możliwe w czasie od 12 do 20 minut. Około 1 lub 2 listopada 1937 Niemcy wymienili walec odwracający Enigmy, co oznaczało, że cały katalog charakterystyk musiał być przeliczony od początku. Pomimo to w styczniu 1938 referat BS4 Biura Szyfrów odpowiedzialny za dekryptaż szyfrów niemieckich był w stanie odczytać około 75% przechwyconych meldunków zaszyfrowanych Enigmą, a zdaniem Rejewskiego przy nieznacznym zwiększeniu liczby personelu możliwe było odczytanie nawet 90% przekazów.

#### Bomba kryptologiczna Rejewskiego i płachty Zygalskiego

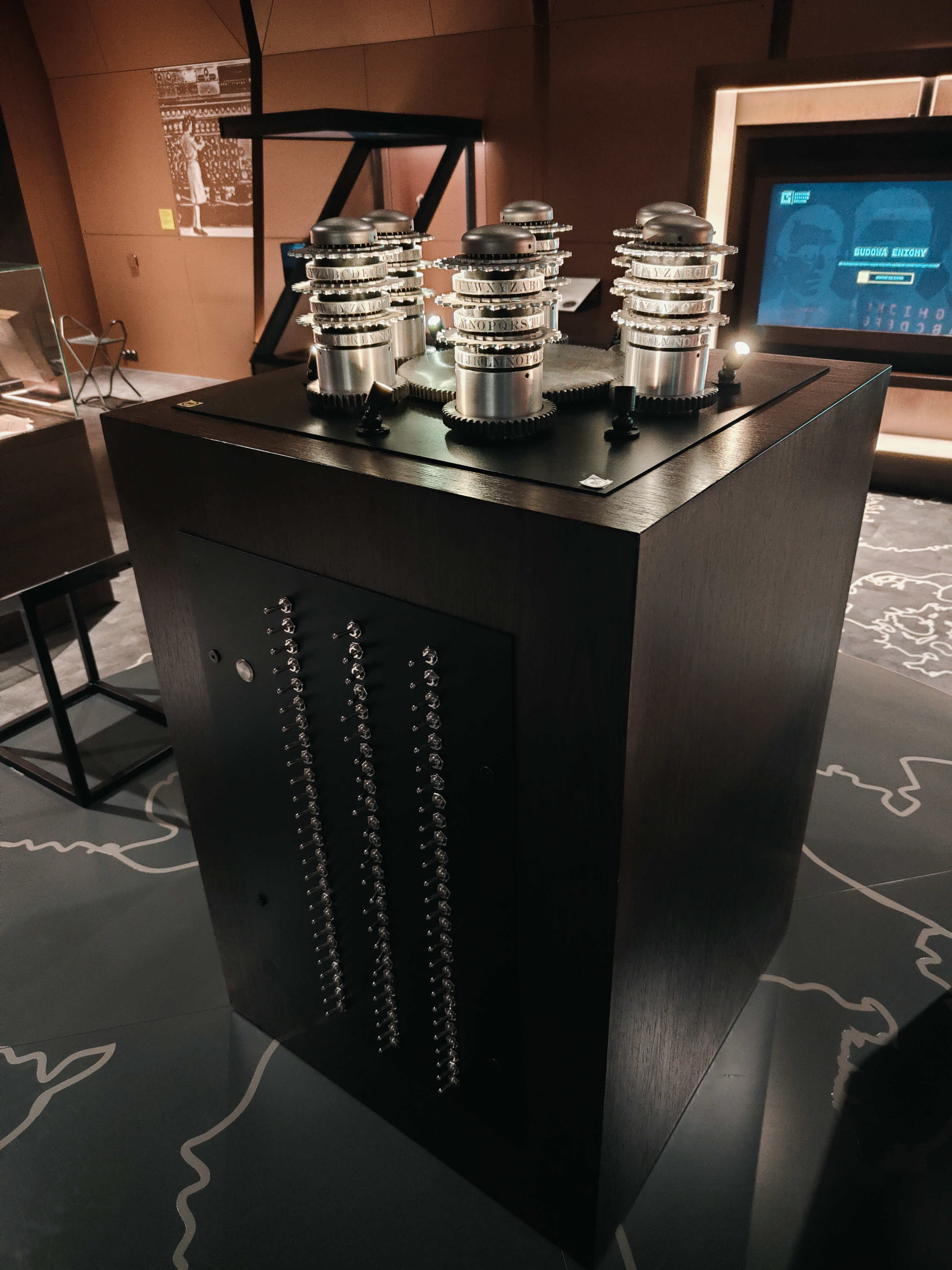
Makieta Bomby Rejewskiego przedstawiona na ekspozycji Centrum Szyfrów Enigma w Poznaniu

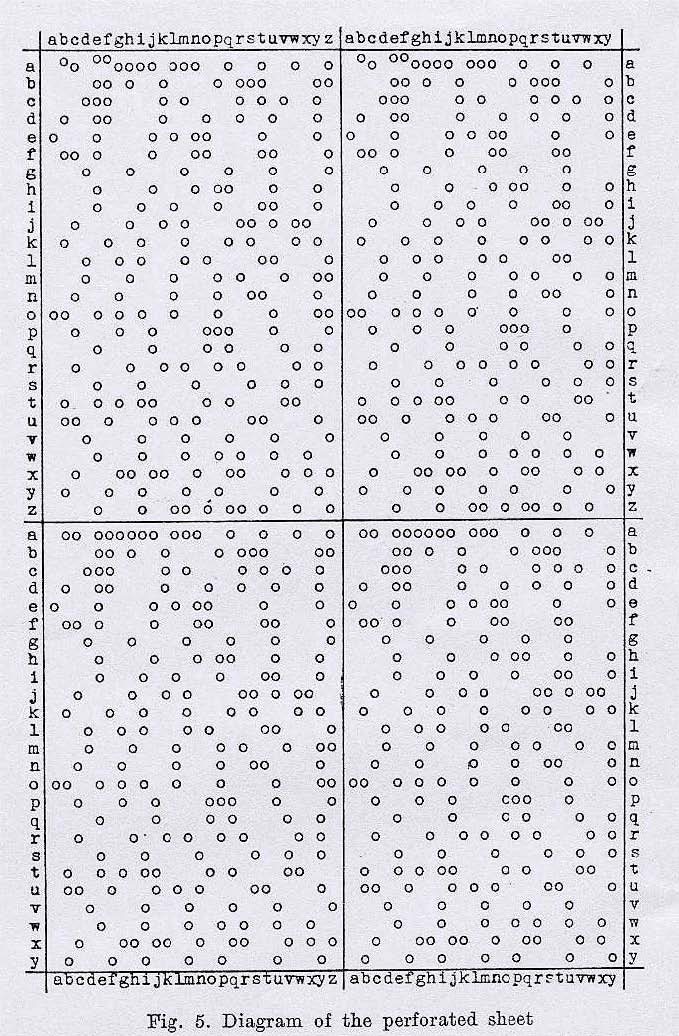
Jedna z „płacht Zygalskiego” (1938 r.)

W 1937 Rejewski, wraz z całym referatem Biura Szyfrów odpowiedzialnym za dekryptaż szyfrów niemieckich został przeniesiony do tajnego ośrodka niedaleko Pyr w Lesie Kabackim pod Warszawą. 15 sierpnia 1938 Niemcy wprowadzili nowe zasady kodowania i przesyłania kluczy dziennych, które spowodowały, że wszystkie ówczesne techniki dekryptażu Enigmy stały się przestarzałe. Zespół polskich kryptologów błyskawicznie zareagował na te zmiany opracowując nowe techniki. Jedną z nich była opracowana przez Rejewskiego bomba kryptologiczna, napędzane elektrycznym silnikiem urządzenie powstałe z połączenia sześciu kopii maszyny Enigma zdolne znaleźć klucz dzienny w około 2 godziny. Do połowy listopada zbudowano sześć tego typu urządzeń. Bomba kryptologiczna, tak samo jak metoda rusztu oparta została na założeniu, że nie wszystkie pary liter są zamieniane na łącznicy kablowej, ale po wprowadzeniu 1 stycznia 1939 kolejnej modyfikacji kodowania polegającej na zwiększeniu liczby połączeń na przełącznicy użyteczność bomby znacznie spadła. Brytyjska bomba (ang. bombe), podstawowe urządzenie służące do łamania szyfrów zakodowanych Enigmą przekazów podczas II wojny światowej było inspirowane urządzeniem Rejewskiego i podobnie nazwane, chociaż zasada działania obu urządzeń była zdecydowanie inna.
Mniej więcej w tym samym czasie Zygalski opracował własną metodę opartą na perforowanych papierowych płachtach, nazwanych płachtami Zygalskiego, które były niezależne od liczby zamienionych na przełącznicy kablowej par liter. Jednakże zarówno bomba Rejewskiego, jak i płachty Zygalskiego po raz kolejny straciły na użyteczności po wprowadzeniu przez Niemców 15 grudnia 1938 kolejnej modyfikacji kodowania polegającego na rozszerzeniu zestawu wirników o dwa nowe, co dziesięciokrotnie skomplikowało proces dekryptażu. Aby sprostać zadaniu rozszyfrowania kolejnych kodowanych w nowy sposób przekazów konieczne było zbudowanie sześćdziesięciu bomb kryptologicznych i stworzeniu tyluż kompletów płacht Zygalskiego, ale koszt konstrukcji tylu narzędzi przekraczał piętnastokrotnie budżet Biura Szyfrów. Dodatkowo wprowadzona przez Niemców w następnym miesiącu kolejna modyfikacja kodowania polegająca na zwiększeniu zamienionych par liter z 12 do 20 (co zwiększyło do ponad tysiąca liczbę możliwych konfiguracji przełącznicy) jeszcze zmniejszyła efektywność dekryptażu przy pomocy bomb.

#### Opracowania przekazane Brytyjczykom i Francuzom
W miarę jak stawało się jasne, że wojna jest nieuchronna, a polskie środki są niewystarczające, aby dotrzymać kroku wciąż modyfikowanej Enigmie (także przez brak możliwości budowy 60 maszyn i zestawów płacht Zygalskiego) polski Sztab Generalny Wojska Polskiego w porozumieniu z rządem zdecydowały o podzieleniu się sekretem złamania kodu Enigmy z krajami sprzymierzonymi. Polskie metody dekryptażu zostały ujawnione reprezentantom brytyjskiego i francuskiego wywiadu podczas spotkania, które odbyło się 26 lipca 1939 roku w Pyrach.
Dar Polaków dla aliantów zachodnich w postaci sposobu rozkodowania Enigmy został przekazany w samą porę – zaledwie na miesiąc przed wybuchem II wojny światowej. Wiedza, że szyfr Enigmy można złamać, znacznie podniosła morale zachodnich kryptologów. Do połowy grudnia 1939 Brytyjczycy wykonali co najmniej dwa komplety płacht Zygalskiego, z których jeden wysłano do ośrodka dekryptażu Bruno, znajdującego się w Château de Vignolles w miejscowości Gretz Armainvillers koło Paryża. W tym samym czasie w Wielkiej Brytanii, zaledwie w kilka miesięcy od wybuchu wojny, rozpoczęto prace nad dekryptażem szyfrogramów Enigmy.
Bez polskiej pomocy prawdopodobieństwo odczytania szyfru Enigmy przez Brytyjczyków było bardzo niskie. Hugh Sebag-Montefiore uważa, że złamanie kodów maszyn wykorzystywanych przez Wehrmacht i Luftwaffe mogło nastąpić najwcześniej w listopadzie 1941 roku, dopiero po przechwyceniu egzemplarza Enigmy i książki kodowej, a analogicznej maszyny Kriegsmarine dopiero po 1942 roku. Były kryptolog z brytyjskiego ośrodka dekryptażu w Bletchley Park, Gordon Welchman poszedł w swych przypuszczeniach jeszcze dalej twierdząc, że pracownicy sekcji Hut 6 zajmujący się łamaniem kodu Enigmy Wehrmachtu i Luftwaffe nigdy nie ruszyliby z miejsca, jeżeli by nie uzyskali od Polaków, w ostatnim możliwym momencie, szczegółów wojskowej wersji Enigmy, oraz sposobu jej obsługi.
Dane wywiadowcze pozyskane z bardzo skomplikowanych szyfrów niemieckich – znane Brytyjczykom i Amerykanom pod kryptonimem Ultra – pochodziły w głównej mierze z szyfrogramów Enigmy. Władysław Kozaczuk i Jerzy Straszak, w swej publikacji twierdzą, że: panuje ogólne przekonanie, że Ultra zaoszczędziła światu co najmniej dwóch lat wojny i prawdopodobnie zapobiegła zwycięstwu Hitlera. Angielski historyk sir Harry Hinsley, który pracował w Bletchley Park, jest podobnego zdania o skróceniu wojny co najmniej o dwa lata, a prawdopodobnie nawet cztery. Dostępność Ultry należy zawdzięczać w bardzo dużej części wcześniejszemu złamaniu szyfru Enigmy przez polskich kryptologów.

### Praca we Francji i Wielkiej Brytanii

#### Ośrodek kryptologiczny Bruno

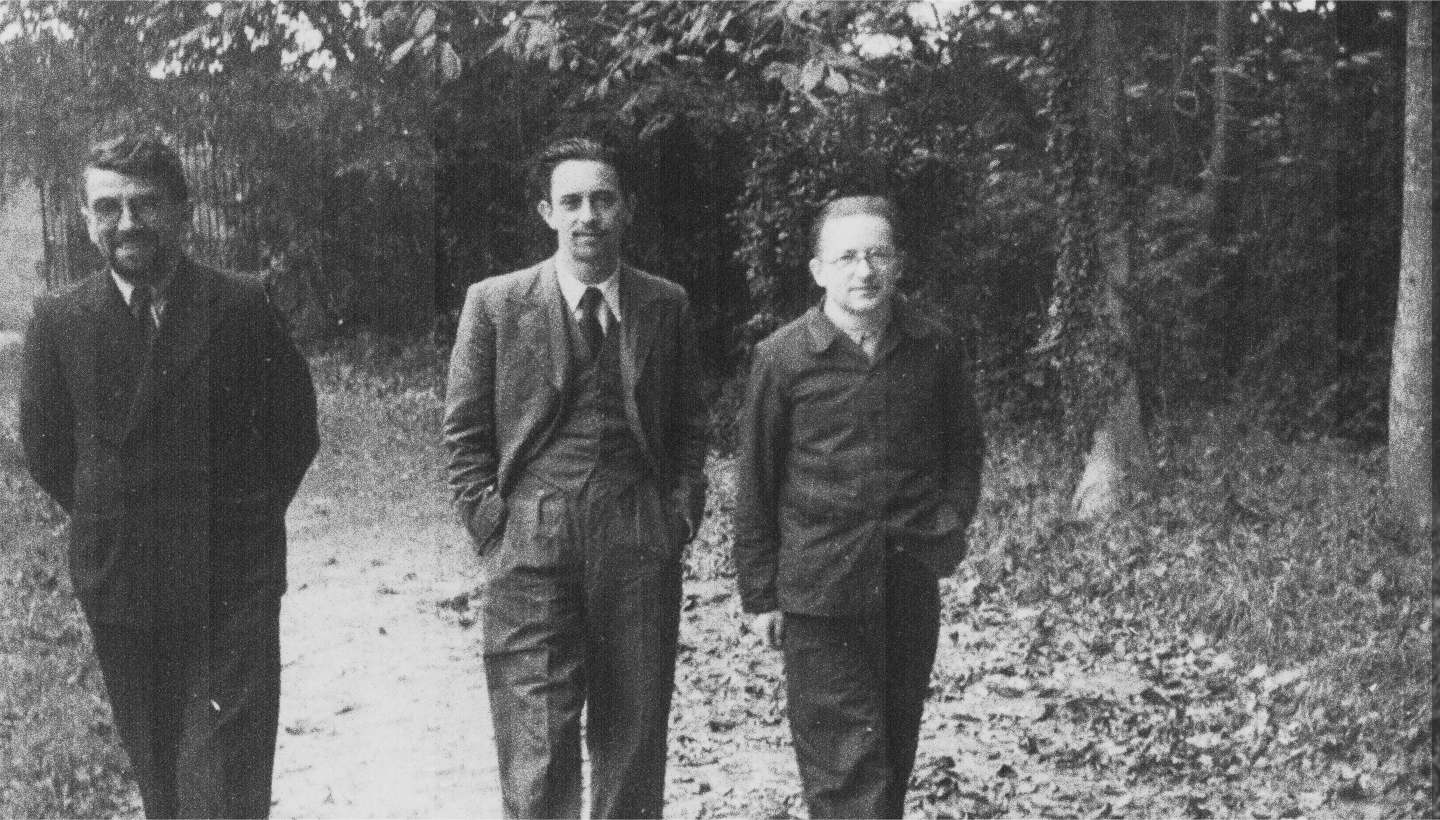
Henryk Zygalski, Jerzy Różycki i Marian Rejewski w ośrodku Bruno pod Paryżem, 1940 rok.

We wrześniu 1939 po wybuchu wojny Rejewski wraz ze współpracownikami z Biura Szyfrów został ewakuowany z Polski do Rumunii. Wraz z Zygalskim i Różyckim uniknęli internowania w obozie dla uchodźców przedostając się do Bukaresztu, gdzie nawiązali kontakt z ambasadą Wielkiej Brytanii. Brytyjczycy odmówili udzielenia pomocy polskim kryptologom, dlatego kolejnym ich krokiem była ambasada Francji, gdzie przedstawili się jako przyjaciele Bolka (kryptonim Gustave’a Bertranda). Po otrzymaniu instrukcji z Paryża personel ambasady dopomógł w natychmiastowej ewakuacji matematyków do Francji, gdzie przybyli pod koniec września.
Od 20 października polscy kryptolodzy wznowili prace nad dekryptażem niemieckich szyfrów w ramach wspólnej francusko-polskiej jednostki wywiadu stacjonującej w Château de Vignolles, czterdzieści kilometrów na północny zachód od Paryża i oznaczonej kryptonimem PC Bruno. Szyfr Enigmy został złamany po raz kolejny na przełomie grudnia 1939 i stycznia 1940 roku. Personel ośrodka Bruno współpracował z kryptologami z brytyjskiego Bletchley Park przesyłając rozszyfrowane wiadomości przy pomocy dalekopisu. W celu zachowania tajności ośrodków dekryptażu wiadomości te były powtórnie kodowane przy pomocy Enigmy i kończone zwrotem „Heil Hitler!” Po wkroczeniu Niemców do Francji ośrodek Bruno został 24 czerwca 1940 ewakuowany do Algierii.

#### Ośrodek kryptologiczny Cadix
We wrześniu 1940 zespół polskich kryptologów powrócił do południowej Francji, nieokupowanej przez Niemców, ale kontrolowanej przez rząd Vichy. Rejewski przebywał tam jako Pierre Ranaud, nauczyciel francuskiego lycée (liceum) w Nantes. W Château des Fouzes niedaleko Uzès założono stację radiową i ośrodek kryptologiczny oznaczony kryptonimem Cadix (francuska nazwa miasta Kadyks), który rozpoczął działalność 1 października. Zadaniem Rejewskiego i jego kolegów było łamanie szyfrów stosowanych w niemieckiej łączności telegraficznej, oraz szwajcarskiej wersji Enigmy, która nie posiadała łącznicy kablowej. Generalnie prace w ośrodku Cadix skupiały się na dekryptażu szyfrów innych niż Enigma.
Na początku lipca 1941 Rejewski i Zygalski zostali poproszeni o podjęcie próby złamania kodu polskiej maszyny szyfrującej Lacida, opracowanej jeszcze przed wojną przez Biuro Szyfrów i wykorzystywanej ówcześnie do komunikacji między ośrodkiem Cadix a polskim Sztabem Generalnym w Londynie. Lacida, podobnie jak Enigma, była maszyną wykorzystującą do kodowania wirniki i ze względu na prace nad szyfrem Enigmy, nigdy wcześniej nie została poddana kryptoanalizie sprawdzającej skuteczność jej kodowania. Ku wielkiemu zdumieniu M. Rejewskiego i H. Zygalskiego złamanie szyfru i odczytanie pierwszej wiadomości zakodowanej przy użyciu Lacidy zajęło im zaledwie kilka godzin, tak samo jak kolejnych przekazów. Chociaż prawdopodobieństwo złamania szyfrów polskiej maszyny przez niemieckie służby wywiadowcze było dość nikłe, to pułkownik Gwidon Langer polecił zawiesić jej używanie w ośrodku Cadix.
W Algierze pozostała filia ośrodka kryptologicznego Cadix, którą kierował major Maksymilian Ciężki. Od lipca 1941 dostarczała ona wsparcia dla utworzonej wówczas Agencji Afryka pod kierownictwem Mieczysława Słowikowskiego. Co kilka miesięcy kryptolodzy z obu ośrodków wymieniali się podróżując drogą morską z Francji do Algieru. Podczas jednej z takich wypraw 9 stycznia w katastrofie statku SS Lamoricière zginęło trzech polskich pracowników ośrodka Cadix (Referatu nr 3 Biura Szyfrów Oddz. II SG WP, odpowiedzialnego za dekryptaż łączności radzieckiej) – Jerzy Różycki, Jan Józef Graliński i Piotr Smoleński – oraz oficer francuski François Lane.
Od lata 1942 praca ośrodka Cadix zaczęła być ryzykowna, dlatego przystąpiono do realizacji planu jego ewakuacji. Na znajdującym się pod kontrolą rządu Vichy terenie Francji zaczęły się pojawiać oddziały niemieckie wraz z jednostkami Funkabwehr wyposażonymi w radionamierniki, których celem było wykrywanie nieprzyjacielskich radiostacji, dlatego prowadzenie łączności z ośrodkiem Cadix stawało się coraz bardziej niebezpieczne. 6 listopada jeden z samochodów wyposażony w antenę dipolową podjechał pod bramę siedziby ośrodka Cadix, podczas gdy prowadzona była transmisja. Chociaż Niemcy nie weszli na teren posiadłości, a jedynie dokładnie zbadali sąsiednie gospodarstwo decyzja o ewakuacji ośrodka została podjęta i zrealizowana 9 listopada. Trzy dni później na teren posiadłości wkroczyli żołnierze niemieccy.

#### Ucieczka z Francji
Pracownicy ośrodka zostali podzieleni na dwu- i trzyosobowe grupy, które miały być ewakuowane oddzielnie. Rejewski wraz z Zygalskim zostali wysłani 11 listopada najpierw do Nicei, ówcześnie okupowanej przez wojska włoskie, z której jednak na skutek podejrzeń musieli wkrótce uciekać ciągle zmieniając miejsca pobytu. Przemieszczali się kolejno do Cannes, Antibes, powtórnie Nicei, Marsylii, Tuluzy, Narbony, Perpignan i Ax-les-Thermes niedaleko granicy z Hiszpanią.
Plan dalszej ucieczki polegał na przedostaniu się przez Pireneje do Hiszpanii przy pomocy lokalnego przewodnika. Rejewski i Zygalski wyruszyli w tę podróż 29 stycznia 1943 roku skutecznie omijając patrole niemieckie i francuskie, ale niedaleko granicy prowadzący ich przewodnik przy pomocy pistoletu sterroryzował kryptologów, żądając oddania wszystkich pieniędzy. Pomimo obrabowania obaj przedostali się na hiszpańską stronę granicy, gdzie w niespełna godzinę zostali ujęci przez policję. Najpierw osadzono ich w więzieniu w Séo de Urgel, a 24 marca przeniesiono do innego więzienia w Leridzie. Ostatecznie obaj kryptolodzy, dzięki wstawiennictwu Polskiego Czerwonego Krzyża zostali 4 maja uwolnieni i odesłani do Madrytu. Następnie Rejewski i Zygalski przedostali się do Portugalii, skąd na pokładzie HMS Scottish popłynęli do Gibraltaru, a stamtąd przedostali się 3 sierpnia 1943 samolotem Douglas DC-3 do Wielkiej Brytanii.
Pozostali członkowie przedwojennego Biura Szyfrów mieli mniej szczęścia. Płk Gwidon Langer i mjr Maksymilian Ciężki zostali złapani przez Niemców i wysłani do oflagu Schloss-Eisenberg. Inż. Antoni Palluth i Edward Fokczyński trafili do obozu koncentracyjnego Sachsenhausen, gdzie obaj ponieśli śmierć. Palluth zginął podczas alianckiego nalotu, a Fokczyński zmarł z wycieńczenia.

#### Wielka Brytania

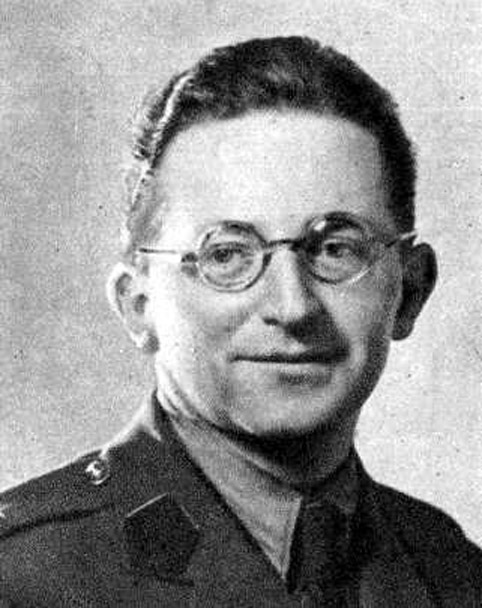
Rejewski – podporucznik Armii Polskiej w Brytanii. Zdjęcie z przełomu 1943 i 1944 r., ok. 11 lat po pierwszym złamaniu szyfru Enigmy.

16 sierpnia Rejewski i Zygalski trafili w stopniu szeregowych do armii polskiej, gdzie podjęli pracę w jednostce radiowej Sztabu Naczelnego Wodza Polskich Sił Zbrojnych w Stanmore-Boxmoor pod Londynem przy łamaniu kodów SD i SS. Szyfry obu tych służb opierały się na systemie Doppelkassettenverfahren (podwójny szyfr Playfaira). 10 października Rejewski został promowany do stopnia podporucznika, a 1 stycznia 1945 awansował na porucznika.
Dalsze prace nad dekryptażem Enigmy były zastrzeżone dla Brytyjczyków i Amerykanów, a dwaj polscy kryptolodzy, którzy wraz z innymi pracownikami Biura Szyfrów położyli podwaliny pod metodykę jej rozszyfrowywania zostali z tych prac wyłączeni. Brytyjski kryptolog Alan Stripp napisał, że ówcześnie w Bletchley Park niewiele było wiadomo o wkładzie Polaków ze względu na przestrzeganie procedur tajności. W odniesieniu do późniejszych prac Rejewskiego i Zygalskiego Stripp napisał, że przydzielenie ich do prac nad szyfrem „Doppelkassetten” było tym samym, co używanie koni wyścigowych do ciągnięcia wozu.

### Powojenne losy Rejewskiego

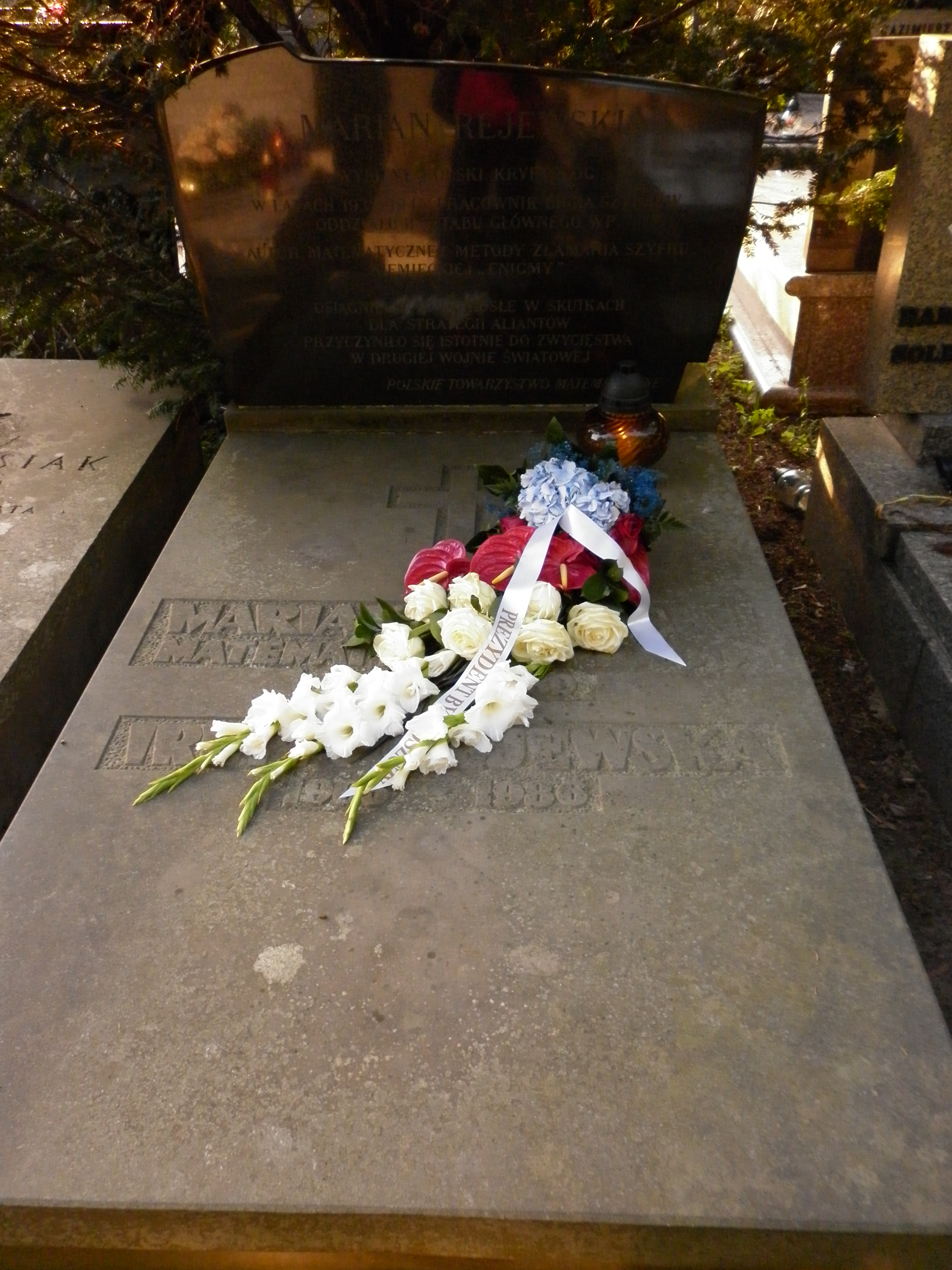
Grób Mariana Rejewskiego na Cmentarzu Wojskowym na Powązkach

Z dniem 21 listopada 1946 M. Rejewski został zwolniony ze służby w wojsku polskim w Wielkiej Brytanii i wrócił do Polski, gdzie czekała na niego żona Irena Maria Rejewska (z domu Lewandowska, z którą zawarł związek małżeński 20 czerwca 1934) i dwoje dzieci, Andrzej (urodzony w 1936) i Janina (urodzona w 1939). Początkowo zgodnie z sugestią swojego przedwojennego profesora z Uniwersytetu Poznańskiego Zdzisława Krygowskiego planował podjęcie pracy na uniwersytecie w Poznaniu lub Szczecinie, ale ze względu na konieczność kolejnej rozłąki z rodziną, z którą mieszkał w Bydgoszczy, Rejewski na ten krok się nie zdecydował. Silnym ciosem dla Rejewskiego tuż po jego powrocie do kraju był zgon na chorobę Heinego-Medina jego 11 letniego syna, Andrzeja. Wkrótce po tym podjął pracę w bydgoskiej fabryce kabli Kabel Polski w dziale zbytu, gdzie pracował do 1950, tracąc posadę w niejasnych okolicznościach . Kolejnym miejscem pracy Rejewskiego był Wojewódzki Związek Spółdzielni Pracy, a później Związek Branżowy Spółdzielni Drzewnych i Wytwórczości Różnej. W tym czasie mieszkał w Bydgoszczy w mieszkaniu w kamienicy przy ul. Gdańskiej 10. Na rentę, a później emeryturę przeszedł w lutym 1967 roku.
W latach 1949–1958 Rejewski był inwigilowany przez Urząd Bezpieczeństwa Publicznego i Służbę Bezpieczeństwa, ale ponieważ był on człowiekiem spokojnym i ostrożnym, a także bardzo dyskretnym, poza faktem jego pracy w Biurze Szyfrów Oddziału II Sztabu Głównego Wojska Polskiego nie było wiadomo prawie nic na temat jego wojennych losów i pracy nad Enigmą. Krótko po przejściu na emeryturę Rejewski napisał wspomnienia, w których ujawnił swój udział w złamaniu najtajniejszego niemieckiego szyfru i których rękopis zdeponował w ówczesnym Wojskowym Instytucie Historycznym. W 1969 M. Rejewski wraz z rodziną przeprowadził się do Warszawy. W 1973 ujawniono po raz pierwszy informację o udziale Polaków w rozszyfrowaniu Enigmy. Od tego momentu Marian Rejewski zaczął oficjalnie pisać artykuły o Enigmie dla potrzeb różnych publikacji oraz programów telewizyjnych. Od powrotu do kraju Rejewski prowadził korespondencję z Gustave’em Bertrandem, ówcześnie już generałem, autorem pierwszej książki o Enigmie, i na jego prośbę zaczął tłumaczyć tę książkę na język polski. Kilka lat przed śmiercią Marian Rejewski złamał szyfr tajnej korespondencji między Józefem Piłsudskim a jego towarzyszami partyjnymi z PPS prowadzonej w 1904 roku. 12 sierpnia 1978 został odznaczony przez Przewodniczącego Rady Państwa Krzyżem Oficerskim Orderu Odrodzenia Polski. Chorujący na chorobę wieńcową porucznik w st. spocz. M. Rejewski zmarł na zawał serca 13 lutego 1980 roku w swoim domu w Warszawie w wieku 74 lat. Został pochowany z wojskowymi honorami na Cmentarzu Wojskowym na Powązkach w Warszawie w kwaterze B39-4-3.

## Upamiętnienie

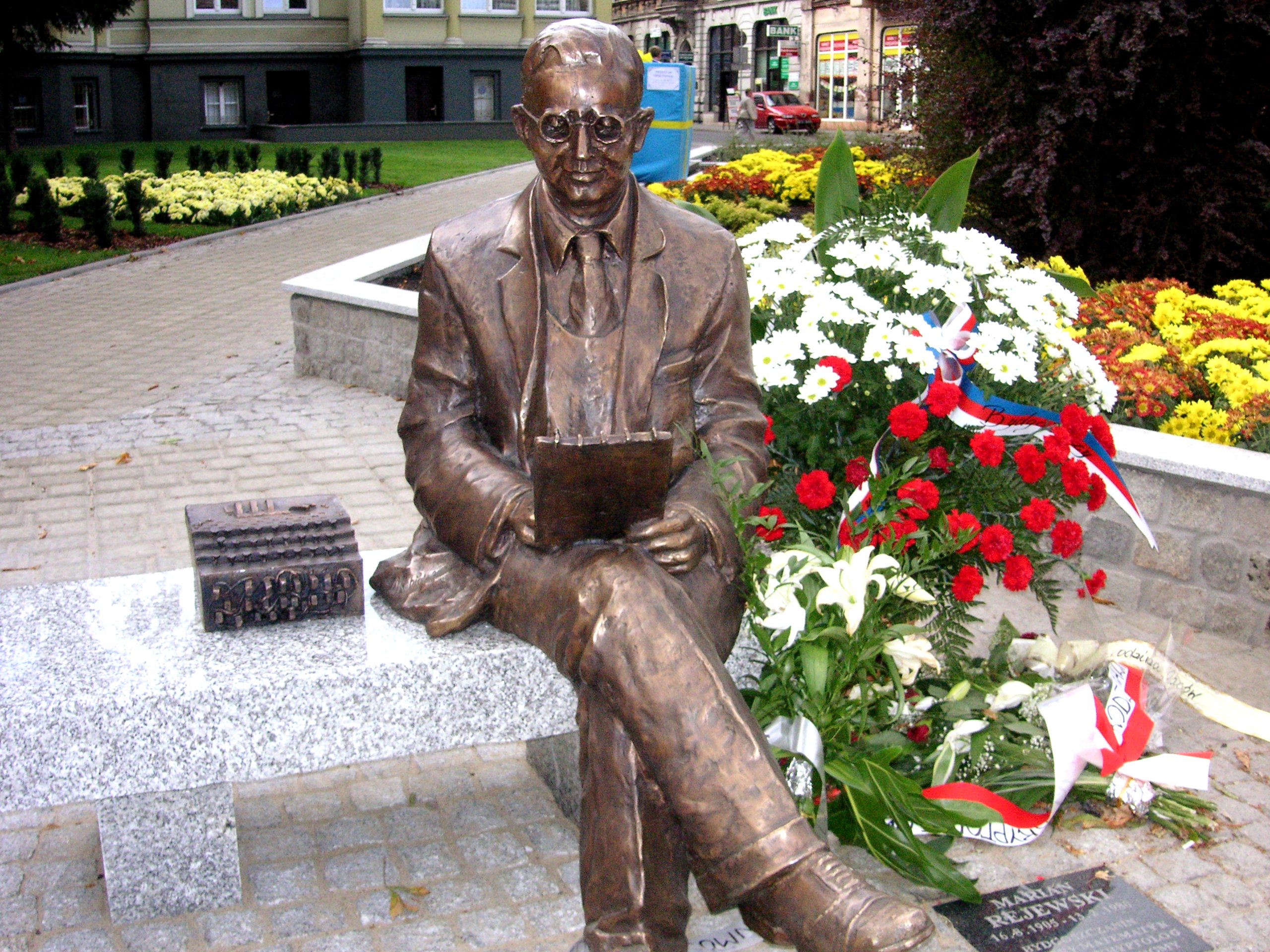
Rzeźba upamiętniająca Mariana Rejewskiego w jego rodzinnej Bydgoszczy, odsłonięta w stulecie jego urodzin (2005)

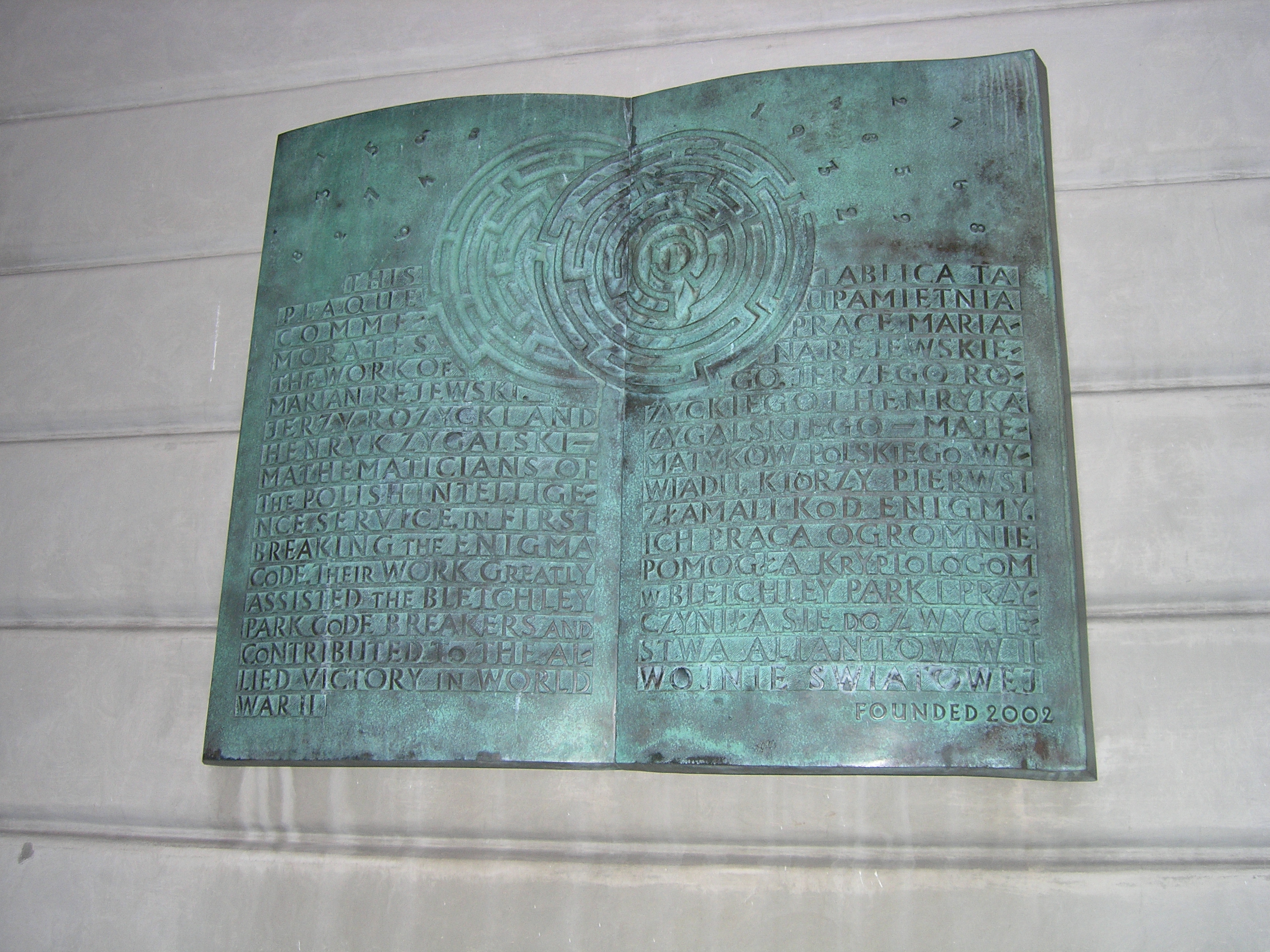
Tablica upamiętniająca złamanie kodu Enigmy przez Mariana Rejewskiego, Henryka Zygalskiego i Jerzego Różyckiego na placu marsz. Józefa Piłsudskiego w Warszawie

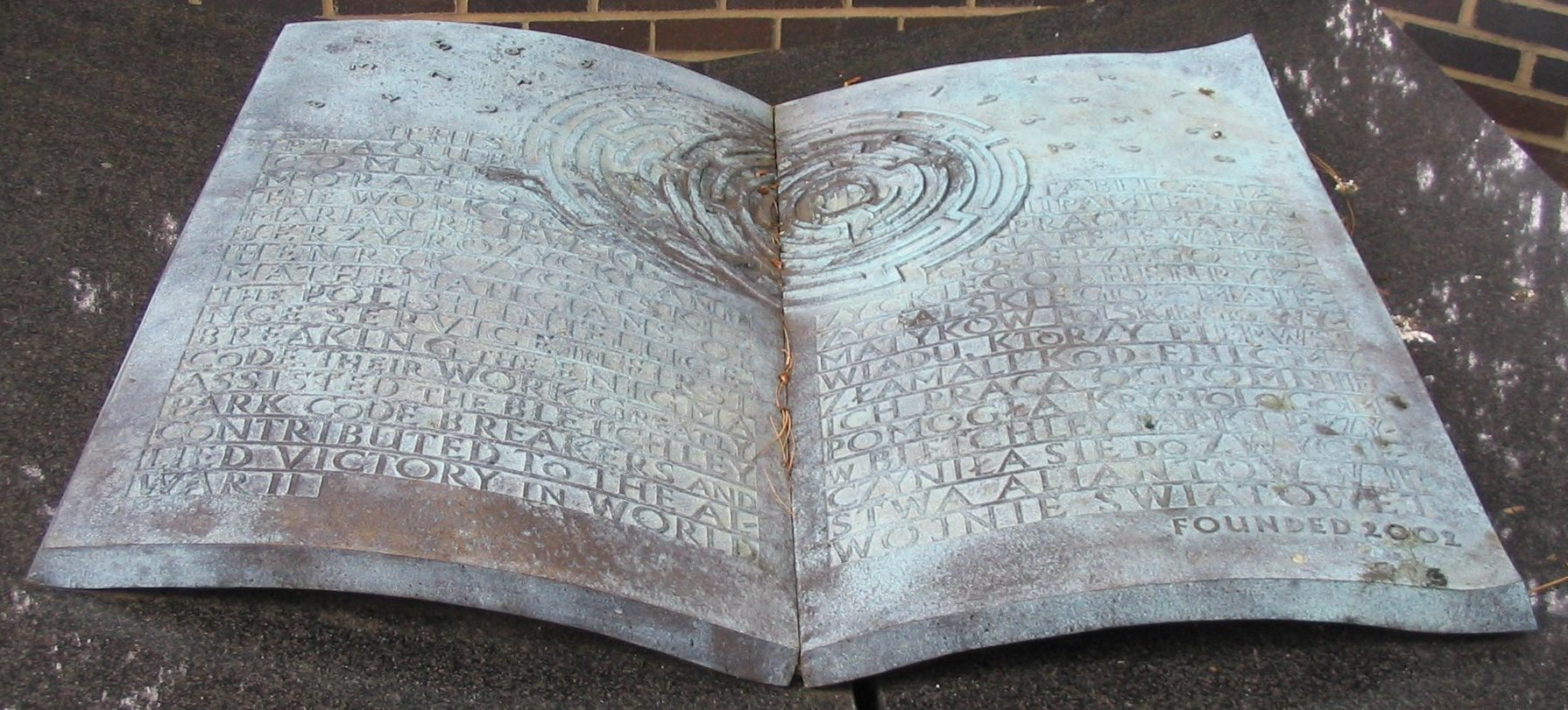
Tablica w Bletchley Park odsłonięta w 2002 roku. Po prawej stronie napis po polsku: Tablica ta upamiętnia pracę Mariana Rejewskiego, Jerzego Różyckiego i Henryka Zygalskiego – matematyków polskiego wywiadu, którzy pierwsi złamali kod Enigmy. Ich praca ogromnie pomogła kryptologom w Bletchley Park i przyczyniła się do zwycięstwa aliantów w II wojnie światowej

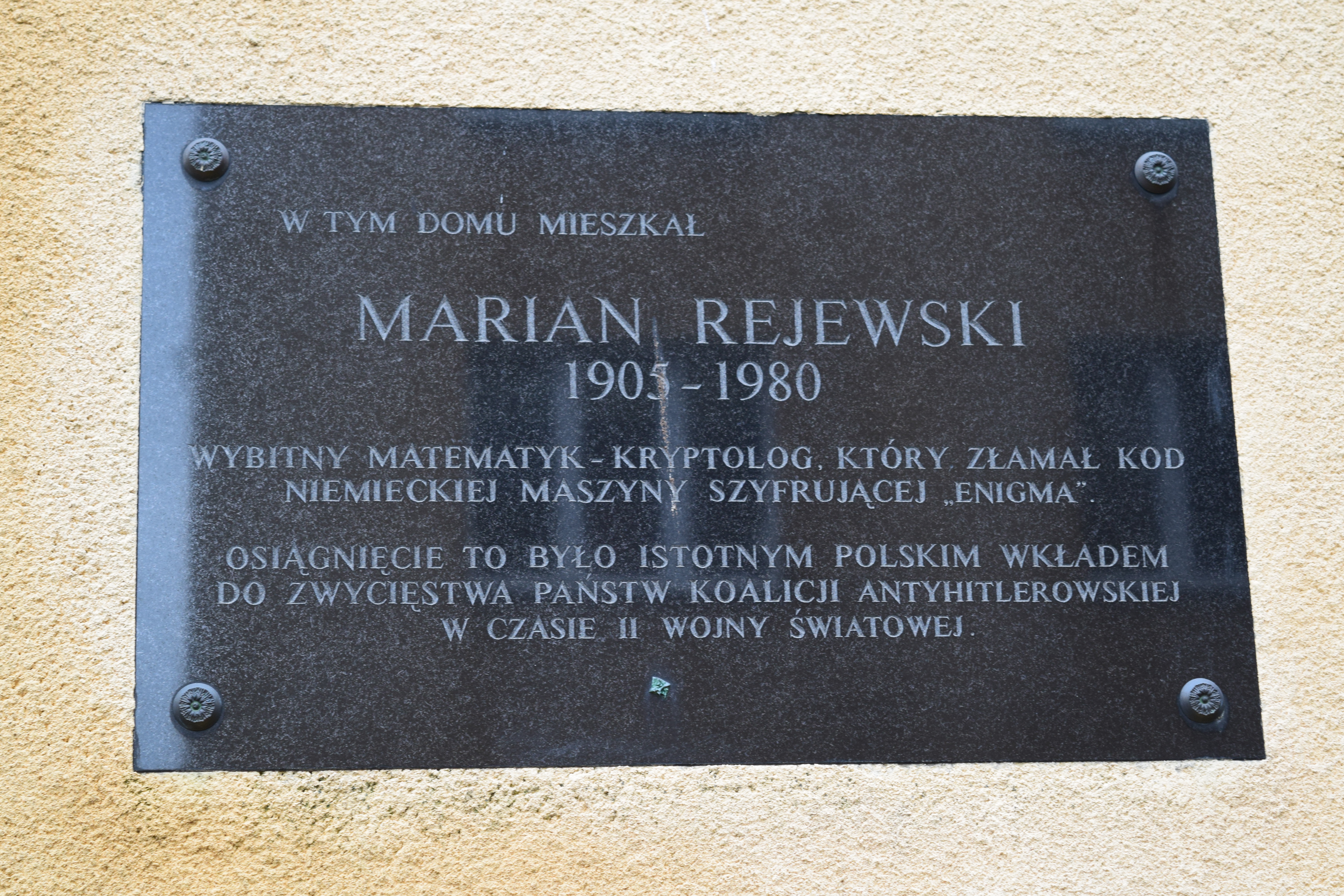
Tablica pamiątkowa na budynku przy ulicy Gdańskiej 2 w Warszawie

Pracę polskich kryptologów doceniono zarówno w Polsce, jak i poza jej granicami. Odznaczono ich wieloma orderami polskimi przed i po wojnie oraz po odtajnieniu informacji o złamaniu kodu Enigmy. Postanowieniem prezydenta Aleksandra Kwaśniewskiego z 14 lutego 2000 wraz z Jerzym Różyckim i Henrykiem Zygalskim zostali „w uznaniu wybitnych zasług dla Rzeczypospolitej Polskiej” pośmiertnie odznaczeni Krzyżami Wielkimi Orderu Odrodzenia Polski. 4 lipca 2005 córka Mariana Rejewskiego odebrała z rąk Szefa Brytyjskiego Sztabu Obrony Medal Wojny 1939–1945 odznaczenie nadane zaraz po wojnie, ale ze względu na brak możliwości jego wcześniejszego wręczenia odebrane dopiero w 2005 r.
W 1979 roku Rejewski, Różycki i Zygalski stali się bohaterami filmu w reżyserii Romana Wionczka, pod tytułem Sekret Enigmy (grali ich Tadeusz Borowski, Piotr Fronczewski i Piotr Garlicki). Nieco później 14 listopada 1980 roku rozpoczęto emisję 8 odcinkowego serialu telewizyjnego pod tytułem Tajemnica Enigmy będącego rozszerzoną wersją kinowego Sekretu Enigmy. Twórcy serialu rozszerzyli wątki z życia osobistego bohaterów i wprowadzili więcej postaci historycznych. W 1983 Poczta Polska wyemitowała znaczek pocztowy upamiętniający fakt 50. rocznicy złamania kodu Enigmy. Szereg tablic upamiętniających polskich kryptologów odsłonięto między innymi w Bletchley Park, polskiej ambasadzie w Wielkiej Brytanii i w Uzès we Francji. W rodzinnym mieście Rejewskiego, Bydgoszczy, nazwano jego imieniem ulicę, szkołę, a dom, w którym mieszkał, oznaczono tablicą pamiątkową. W stulecie urodzin Rejewskiego odsłonięto rzeźbę upamiętniającą jego pracę nad złamaniem szyfru Enigmy. Z tej samej okazji wyemitowano również kartę pocztową z jego podobizną. W 75. rocznicę złamania szyfru Enigmy Mennica Polska upamiętniła ten fakt na monetach kolekcjonerskich o nominałach 2 złote, 10 złotych i 100 złotych.
Aula w Instytucie Matematyki Uniwersytetu Kazimierza Wielkiego w Bydgoszczy nosi od 23 stycznia 2006 roku imię Mariana Rejewskiego. Znajduje się w niej kopia rzeźby autorstwa Michała Kubiaka przedstawiającej matematyka. Oryginalna rzeźba znajduje się w Bydgoszczy na skrzyżowaniu ulicy Gdańskiej z ulicą Śniadeckich.
Poczta Polska, chcąc uczcić dokonania Polaków na świecie, wprowadziła w roku 2009 do obiegu cztery znaczki. Na znaczku o nominale 1,95 zł przedstawiono podobiznę Mariana Rejewskiego w otoczeniu pozostałych odtwórców Enigmy.
Na wniosek Kontrwywiadu Dowództw Sojuszniczych NATO pośmiertnie przyznane zostało Marianowi Rejewskiemu Odznaczenie Knowltona. Odznaczenie zostało wprowadzone w 1995 roku przez Związek Korpusów Wywiadu Wojskowego Armii USA (US Army Military Intelligence Corps Association) i nazwane imieniem pioniera wywiadu Armii USA – pułkownika Thomasa Knowltona. Ustanowione w celu wyróżnienia osób, które wniosły znaczący wkład w osiągnięcia i sukcesy Wywiadu Wojskowego. „Generał Dwight D. Eisenhower, który był pierwszym naczelnym dowódcą alianckim w Europie, uznał złamanie kodu Enigmy za wydarzenie przełomowe, które miało kluczowe znaczenie dla wyniku wojny. 18 lat temu armia USA przydzieliła mnie do Agencji Bezpieczeństwa Narodowego w Fort Meade. Znajduje się tam Narodowe Muzeum Kryptologiczne i już w 1995 roku, podczas pierwszej z wielu wizyt w tym muzeum dowiedziałam się o wielkim wkładzie Mariana Rejewskiego” – powiedziała płk Laura Potter, dowódca Kontrwywiadu Dowództw Sojuszniczych NATO, która wręczała odznaczenie córce zasłużonego kryptologa.
5 sierpnia 2014 Międzynarodowe stowarzyszenie inżynierów IEEE uhonorowało prestiżowym wyróżnieniem Milestone trzech polskich matematyków: Mariana Rejewskiego, Jerzego Różyckiego i Henryka Zygalskiego za złamanie kodów niemieckiej maszyny szyfrującej Enigma. „To był kamień milowy o ogromnym znaczeniu, właściwie jeden z niewielu, który uratował ludzkie życie. Osiągnięcia techniczne zazwyczaj przyczyniają się do rozwoju przemysłu, służą rozrywce czy komunikacji. Ten uratował ludzkie życie” – podkreślił prezes The Institute of Electrical and Electronics Engineers (IEEE) prof. Roberto de Marca podczas uroczystości na Politechnice Warszawskiej. „Kamieniami milowymi” uhonorowano dotychczas ok. 120 naukowców, honorowane nim są te osiągnięcia naukowe, bez których świat wyglądałby inaczej.

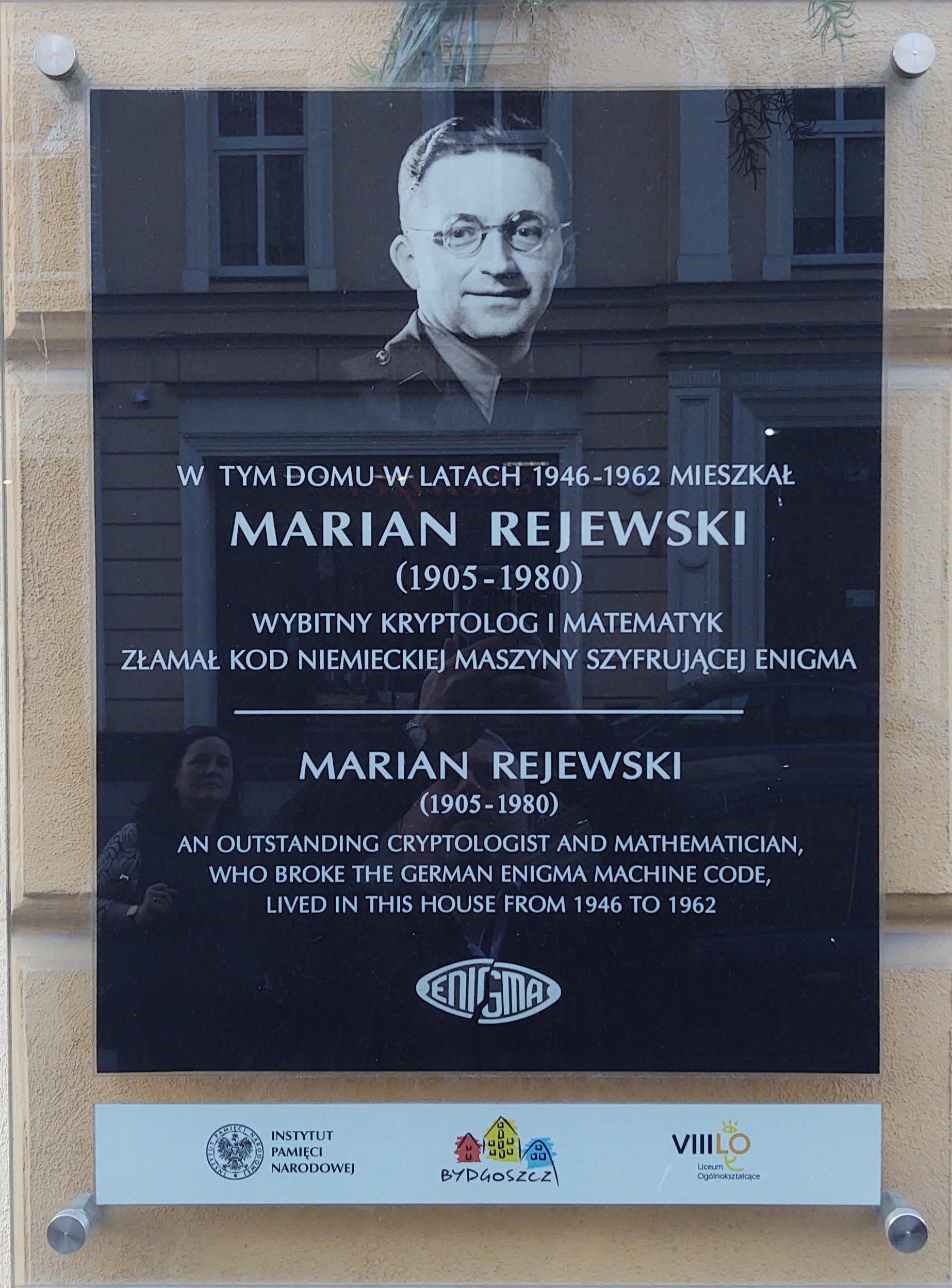
Tablica pamiątkowa na budynku przy ulicy Dworcowej 10 w Bydgoszczy

Na fasadzie budynku przy ul. Gdańskiej 2 w Warszawie, w którym mieszkał Marian Rejewski, znajduje się tablica pamiątkowa. W 1999 przy ul. Leśnej w Lesie Kabackim, przed wjazdem na teren kompleksu Centrum Operacji Powietrznych-Dowództwa Komponentu Powietrznego, w którym przed II wojną światową mieścił się Referat Niemiecki Biura Szyfrów, odsłonięto kamień z tablicą upamiętniającą pracujących tam Mariana Rejewskiego, Jerzego Różyckiego i Henryka Zygalskiego.
6 września 2019 r. w Krypcie Panteonu Narodowego, w podziemiach kościoła św. Piotra i Pawła w Krakowie, uroczyście złożono w sarkofagu urny z ziemią z miejsc związanych ze śmiercią lub pochówkiem kryptologów: Jerzego Różyckiego, Henryka Zygalskiego i Mariana Rejewskiego (z dna Morza Śródziemnego, z Chichesteru oraz z okolic grobu na Powązkach).
25 września 2021 roku w Poznaniu zostało otwarte interaktywne Centrum Szyfrów Enigma. Multimedialna ekspozycja centrum poświęcona jest historii maszyny szyfrującej Enigma i trzem polskim kryptologom: Marianowi Rejewskiemu, Henrykowi Zygalskiemu i Jerzemu Różyckiemu.
1 września 2023 w Barkowie uroczyście odsłonięty został znajdujący się na budynku szkoły mural przedstawiający postać Mariana Rejewskiego. Wybitny polski matematyk, który w 1932 roku złamał szyfr Enigmy, jest patronem Szkoły Podstawowej w Stołcznie, której częścią jest szkoła w Barkowie. Malowidło znajduje się przy drodze krajowej nr 22.
W 2025 r. imieniem Mariana Rejewskiego nazwano rondo w Łodzi.

## W kulturze popularnej
- Pierwszym polskim filmem o Enigmie jest Sekret Enigmy z 1979 w reżyserii Romana Wionczka, będący fabularną (z wplecionymi fragmentami czysto dokumentalnymi) rekonstrukcją wydarzeń historycznych związanych z rozszyfrowaniem Enigmy przez młodych polskich matematyków. W rolach kryptologów wystąpili Tadeusz Borowski (Marian Rejewski), Piotr Fronczewski (Jerzy Różycki) i Piotr Garlicki (Henryk Zygalski)[35][36]. 14 listopada 1980 rozpoczęto emisję 8-odcinkowego serialu telewizyjnego pod tytułem Tajemnica Enigmy, będącego rozszerzoną wersją kinowego Sekretu Enigmy. Twórcy serialu rozszerzyli wątki z życia osobistego bohaterów i wprowadzili więcej postaci historycznych[37]. Wartość strony dokumentalnej obu filmów jest nie do przecenienia, gdyż jednym z konsultantów naukowych był sam Marian Rejewski.

- Postać Mariana Rejewskiego pojawia się w fabule kryminału retro Szmery, którego autorem jest kierownik Centrum Szyfrów Enigma Piotr Bojarski[38].